# Jamaicaanse bekarde
De Jamaicaanse bekarde (Pachyramphus niger) is een zangvogel uit de familie Tityridae.

## Verspreiding en leefgebied
Deze soort is endemisch op Jamaica.

## Status
De grootte van de populatie is niet gekwantificeerd maar de soort wordt omschreven als vrij algemeen. Op de Rode lijst van de IUCN heeft deze soort de status niet bedreigd.